# 2009년 런던 영화 비평가 협회상
제30회 런던 영화 비평가 협회상은 2010년 2월 18일에 열린 시상식이다.

## 수상 및 후보

### 작품상
- 예언자 - 자크 오디아르 수상
- 브라이트 스타 - 제인 캠피온
- 언 애듀케이션 - 론 쉐르픽
- 피쉬 탱크 - 안드리아 아놀드
- In the Loop and Moon

### 외국어영화상
- 렛 미 인 - 토마스 알프레드슨 수상
- 클래스 - 로랑 캉테
- 카틴 - 안제이 바이다
- 예언자 - 자크 오디아르
- 하얀 리본 - 미카엘 하네케

### 감독상
- 허트 로커 - 캐서린 비글로우 수상
- 예언자 - 자크 오디아르
- 아바타 - 제임스 카메론
- 하얀 리본 - 미카엘 하네케
- 인 디 에어 - 제이슨 라이트맨

### 작가상
- 인 더 루프 - 아만도 이아누치 외 3명 수상

### 여우주연상
- 프레셔스 - 모니크 수상
- 브라이트 스타 - 애비 코니쉬
- 인 디 에어 - 베라 파미가
- 언 애듀케이션 - 캐리 멀리건
- 줄리 & 줄리아 - 메릴 스트립

### 남우주연상
- 바스터즈: 거친 녀석들 - 크리스토프 왈츠 수상
- 크레이지 하트 - 제프 브리지스
- 인 디 에어 - 조지 클루니
- 예언자 - 타하르 라힘
- 시리어스 맨 - 마이클 스털버그

### 영국감독상
- 피쉬 탱크 - 안드리아 아놀드 수상
- 인 더 루프 - 아만도 이아누치
- 더 문 - 던칸 존스
- 스테이트 오브 플레이 - 케빈 맥도널드
- 노웨어 보이 - 이종환

### 영국여우주연상
- 언 애듀케이션 - 캐리 멀리건 수상
- 영 빅토리아 - 에밀리 블런트
- 마지막 정거장 - 헬렌 미렌
- 피쉬 탱크 - Katie Jarvis
- 노웨어 보이 - 크리스틴 스콧 토마스

### 영국남우주연상
- 싱글 맨 - 콜린 퍼스 수상
- 인 더 루프 - 피터 카팔디
- 장기수 브론슨의 고백 - 톰 하디
- 나와 오손 웰스 - 크리스티안 맥케이
- 섹스 앤 드러그 앤 로큰롤 - 앤디 서키스

### 영국작가상
- 인 더 루프 - 아만도 이아누치 외 3명
- 예언자 - 자크 오디아르
- 시리어스 맨 - 조엘 코엔 외 1명
- 하얀 리본 - 미카엘 하네케
- 언 애듀케이션 - 닉 혼비

### 영국제작자상
- 해리 브라운 - 다니엘 바버
- 인 더 루프 - 아만도 이아누치
- 더 문 - 던칸 존스
- 까따린 바가 - 피터 스트릭랜드
- 노웨어 보이 - 이종환

### 영국남우조연상
- 피쉬 탱크 - 마이클 패스벤더 수상
- 44인치 가슴 - 존 허트
- 굿 - 제이슨 아이삭스
- 언 애듀케이션 - 알프리드 몰리나
- 댐드 유나이티드 - 티모시 스폴

### 영국여우조연상
- 노웨어 보이 - 앤 마리 더프 수상
- 선샤인 클리닝 - 에밀리 블런트
- 언 애듀케이션 - 로자먼드 파이크
- 피쉬 탱크 - 키어스턴 워레잉
- 언 애듀케이션 - 올리비아 윌리암스

### 딜리스 파웰상
- 쿠엔틴 타란티노 수상

### NSPCC상
- 피쉬 탱크 - Katie Jarvis
- 노웨어 보이 - 애런 존슨
- 더 보이스 알 백 - 조지 맥케이
- 이즈 애니바디 데어? - 빌 밀너
- 러블리 본즈 - 시얼샤 로넌